# 4959 Niinoama
4959 Niinoama је астероид главног астероидног појаса. Приближан пречник астероида је 27,96 ,
а средња удаљеност астероида од Сунца износи 3,147 астрономских јединица (АЈ).
Инклинација (нагиб) орбите у односу на раван еклиптике је 9,004 степени, а орбитални период износи 2039,245 дана (5,583 година). Ексцентрицитет орбите астероида износи 0,005.
Апсолутна магнитуда астероида износи 10,80 а геометријски албедо 0,108.
Астероид је откривен 15. августа 1991. године.